# Lenaa
Lena Mohan Kumar (née en 1981), connue sous le nom de scène Lenaa, est une actrice, auteure, et scénariste indienne qui apparaît principalement dans le cinéma en malayalam.

## Carrière
Elle a fait ses débuts avec le film Sneham (en) de Jayaraj (en). Elle a ensuite joué dans des films tels que Karunam (en), Oru Cheru Punchiri (en), et Spirit (en). Elle s'est également établie comme actrice principale dans l'industrie de la télévision en malayalam avec des séries comme Omanathinkalpakshi, Ohari, Malayogam et Thadankalpalayam avant de se concentrer sur sa carrière cinématographique. Elle est également animatrice de télévision et gère la chaîne YouTube Lena's Magazine. Elle est créditée dans plus de 100 films dans le cinéma malayalam ainsi que dans des films en anglais, en tamoul, en telugu et en hindi.
Elle a commencé à se faire connaître dans le cinéma avec le film Traffic (en) en 2011. Elle a ensuite joué dans des films tels que Snehaveedu (en), Spirit (en), et d'autres.

## Télévision
Après avoir travaillé comme psychologue pendant un certain temps, Lena a débuté comme actrice dans la série télévisée Asianet Youth Choice. Après cela, elle a joué dans la série Omanathinkal Pakshi. Elle a également joué dans la série télévisée Oari.

## Vie personnelle
Elle a poursuivi ses études à l'école secondaire adventiste du septième jour à Thrissur (Kerala) et à l'école Hari Sri Vidya Nidhi School (en). Plus tard, elle a obtenu un diplôme en commerce grâce à l'éducation à distance. Après avoir terminé ses études en psychologie, Lena a travaillé comme psychologue dans un hôpital de Mumbai.
Le 16 janvier 2004, elle a épousé le scénariste Abhilash Kumar qui a rejoint l'industrie du cinéma en 2010 comme réalisateur associé dans le film Salt N' Pepper (en), puis en tant que réalisateur avec le film 22 Female Kottayam (en). Par la suite, les deux ont divorcés en 2013.
En 2020, elle a déclaré qu'elle avait des projets pour ses débuts en tant que réalisatrice, confirmant avoir achevé le premier jet d'un nouveau projet.
En 2023, elle a publié son premier livre en tant qu'auteure intitulé The Autobiography of God (« Autobiographie de Dieu »). Le livre couvre son parcours et ses perspectives sur la santé mentale et coïncide avec ses activités en tant que conférencière motivatrice et coach en transformation.
Le 27 février 2024, elle a annoncé qu'elle était mariée à Prasanth Nair, pilote de l'armée de l'aire indienne et astronaute désigné pour la mission spatiale Gaganyaan.